# Amplicephalus ornatus
Amplicephalus ornatus är en insektsart som beskrevs av Rauno E. Linnavuori 1959. Amplicephalus ornatus ingår i släktet Amplicephalus och familjen dvärgstritar. Inga underarter finns listade i Catalogue of Life.